# Municipio de West Jefferson
El municipio de West Jefferson (en inglés: West Jefferson Township) es un municipio ubicado en el  condado de Ashe en el estado estadounidense de Carolina del Norte. En el año 2010 tenía una población de 4.614 habitantes.

## Geografía
El municipio de West Jefferson se encuentra ubicado en las coordenadas 36°22′57.45″N 81°29′8.38″O / 36.3826250, -81.4856611.